# Терроризм в Кыргызстане
Терроризм в Кыргызстане усилился после вторжения американских войск в Афганистан и свержения режима группировки Талибан в 2001 году. Правительства Кыргызстана и Узбекистана предоставили авиабазы для проведения контртеррористических операций. Южный Кыргызстан имеет высокий риск терроризма.

## Хизб-ут-Тахрир
«Хизб-ут-Тахрир» запрещена в Узбекистане, Таджикистане и Кыргызстане как террористическая организация. Правительство Кыргызстана запретило «Хизб ут-Тахрир» после того, как 19 июля 2006 года она объявила джихад кыргызской полиции. Президент Узбекистана Ислам Каримов дважды призывал правительство Кыргызстана прекратить деятельность «Хизб ут-Тахрир» в Кыргызстане, прежде чем правительство добавило ее в список запрещенных организаций. Чиновники кыргызских и узбекских правительств утверждают, что существуют связи между «Хизб-ут-Тахрир», Исламским движением Узбекистана и исламской экстремистской группой «Акромия» . Генеральный прокурор Казахстана Рашид Тусупбеков 16 марта 2005 года обратился в городской суд Астаны с просьбой запретить «Хизб ут-Тахрир» из-за ее террористической деятельности. Пресс-секретарь Жамкенулы заявил, что «весьма вероятно, что „Хизб ут-Тахрир“ имеет связи с Талибаном, Аль-Каидой и другими экстремистскими группировками. Поэтому, в соответствии с казахстанским законодательством о запрете экстремизма, у нас есть все основания объявить деятельность „Хизб ут-Тахрир“ на территории Казахстана вне закона».
Омурзак Мамаюсупов, глава Государственного комитета по делам религий Кыргызстана, заявил 12 апреля 2006 года, что распространение идеологии «Хизб ут-Тахрир» является самой большой религиозной проблемой Центральной Азии.
14 июля 2006 года полиция провела рейд на убежище террористов на юге страны. Террористы ранили одного полицейского, еще пятеро были убиты. Ойталбек Осмонов, пресс-секретарь Государственного комитета национальной безопасности Кыргызстана, заявил, что террористы были членами Исламского движения Узбекистана и Хизб ут-Тахрир и были причастны к «нескольким крупным террористическим атакам». Осмонов сказал, что у них были планы будущих терактов.